# 贾卢
贾卢（Jhalu），是印度北方邦Bijnor县的一个城镇。总人口18701（2001年）。

## 人口
该地2001年总人口18701人，其中男性9762人，女性8939人；0—6岁人口3561人，其中男1867人，女1694人；识字率46.18%，其中男性为53.29%，女性为38.42%。